# Craigantlet (schip, 1972)

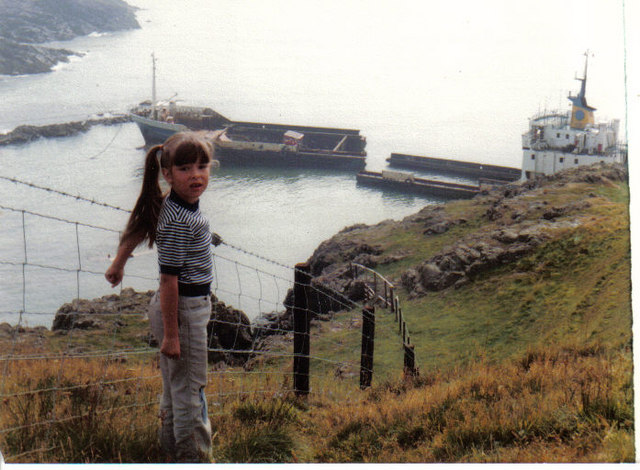

De MV Craigantlet was een containerschip, dat op 26 februari 1982 aan de grond liep in de Portamaggie Bay, bij de Killantringan Lighthouse in het zuidwesten Schotland. De bemanning werd gered en de lading met enkele containers met gevaarlijke stoffen werd later geruimd.